# Rzym (powieść)
Rzym (oryg. fr. Rome) – powieść Émile’a Zoli z 1895, drugi tom cyklu Trzy miasta, w którym rozwinięta zostaje rozpoczęta w poprzedniej części Lourdes krytyka instytucji Kościoła Rzymskokatolickiego.

## Okoliczności powstania utworu
Koncepcja powieści opisującej w krytyczny sposób hierarchię kościelną narodziła się jeszcze w trakcie pielgrzymki do Lourdes, w czasie której Zola zbierał materiały do pierwszego tomu cyklu, powieści Lourdes. Pisarz wyjechał również do Włoch, był w Rzymie, Florencji, Neapolu i Wenecji, łącznie na sześć tygodni. Starał się również, bez powodzenia, o audiencję u Leona XIII. Ostatecznie Rzym został opublikowany w odcinkach w Le Journal w Paryżu oraz w rzymskiej gazecie La Tribuna na przełomie lat 1895 i 1896.
Pierwotny plan Zoli zakładał napisanie powieści bliskiej rozprawie filozoficznej, w której chciał wykazać bezsensowność powrotu do religii w epoce osiągnięć naukowych. Chciał polemizować z zyskującą popularność koncepcją katolickiego socjalizmu. Zrezygnował z tego pomysłu, gdyż przewidziane w ten sposób ramy powieści nie dawałyby mu możliwości ukazania monumentalnych scen zbiorowych.

## Treść
Główny bohater utworu, ksiądz Piotr Froment, pod wpływem idei katolickiego socjalizmu napisał książkę Nowy Rzym, w której wyłożył swój projekt reform w Kościele Rzymskokatolickim. Dzieło zostało wpisane na indeks ksiąg zakazanych, toteż autor udaje się do Rzymu, pragnąc bronić swojej pracy przed najwyższym urzędnikami kościelnymi, w tym także papieżem. Bohater wierzy w dobre intencje Leona XIII i w jego zrozumienie bieżących problemów społecznych.
Planowany krótki pobyt w Rzymie przedłuża się z powodu powolnego działania watykańskiej biurokracji, rozpatrującej w szczegółach sprawę książki, zaś kolejne spotkania, w jakich uczestniczy Piotr Froment, nie przynoszą żadnych owoców. Szczególnie rozmowa z żądnym władzy doktrynerem, kardynałem Boccanera, wywołuje u niego wątpliwości co do powodzenia swoich starań. Wreszcie udaje mu się zdobyć upragnioną audiencję u papieża. Spotyka go jednak ogromne rozczarowanie – Leon XIII wprawdzie docenia wartość książki, uznaje ją jednak za zbyt niebezpieczną dla panującego w kościele status quo i odmawia wycofania jej oficjalnego potępienia. Zachęca również samego autora, by zrezygnował z bezcelowej obrony pracy. Piotr Froment, zrozumiawszy działanie hierarchów kościelnych, postanawia pójść za radą papieża. Wyjeżdża jednak z Rzymu przekonany, że Kościół Rzymskokatolicki nie ma przyszłości, a ludzkości potrzebna jest nowa, „świecka religia”.

## Cechy utworu
Rzym jest dziełem o wiele bardziej krytycznym wobec Kościoła Rzymskokatolickiego i religii niż poprzedni tom cyklu. Zola opisuje w szczegółach funkcjonowanie hierarchii kościelnej, podkreślając ogromną jego zdaniem rozbieżność między założeniami religii chrześcijańskiej a jej praktyczną realizacją przez duchowieństwo. Podobnie jak w powieści Lourdes bohater systematycznie poznaje środowisko opisywane w utworze, w toku utworu zmienia zdanie o nim i modyfikuje swoje plany na przyszłość. W miarę opisu działania instytucji watykańskich pogłębia się krytyka również samej religii i jej miejsca w społeczeństwie przełomu stuleci. Ważnym komponentem utworu są również opisy Rzymu, przedstawiające zarówno miasto o różnych porach dnia, jak i obrazujące zmiany nastroju głównego bohatera. Podobny zabieg – w odniesieniu do Paryża – stosowany był w powieści Kartka miłości.

## Recepcja
Podobnie jak Lourdes, powieść została ostro skrytykowana przez środowiska katolickie, które zarzuciły Zoli manipulowanie faktami, lansowanie fałszywego wizerunku hierarchii kościelnej i samego papieża. Publicyści Le Temps oskarżyli wręcz pisarza o plagiat, a cała sprawa – mimo złożenia publicznych obszernych wyjaśnień przez autora – ponownie zablokowała Zoli wejście do Akademii Francuskiej. Z kolei niekatoliccy krytycy wskazywali szereg nieprawdopodobnych zbiegów okoliczności konstruujących akcję powieści. Utwór nie zdobył również popularności poprzedniego tomu cyklu, przechodząc właściwie bez echa.